# Mirza Begić
Mirza Begić (Bijeljina, Bosnia-Herzegovina, 9 de julio de 1985) es un exjugador profesional de baloncesto bosnio nacionalizado esloveno, que jugaba de pívot. Mide 2,17 m (7′ 1″) y pesa 120 kg (264 lb). Su último equipo fue el KK Mornar Bar. También fue internacional con la selección eslovena.

## Carrera
Begić nació en la ciudad bosnia de Tuzla, pero se trasladó a Eslovenia para fichar por el KK Union Olimpija de Ljubljana en 2002, demostrando su potencial con más de 10 puntos y casi 6 rebotes por partido. Desde allí pasaría por varios equipos y países como Bélgica (Huy Basket) e Italia (Virtus Bolonia), hasta que volvió al equipo esloveno la temporada 2007-2008, previo paso por su vecinos del Slovan.
El salto de calidad llegaría a partir de entonces. El pívot conquistó el doblete (Liga y Copa) en las dos campañas siguientes (2008 y 2009) donde fue además, el mejor del equipo en la Euroliga 2008-09, acreditando 11,1 puntos, 6,1 rebotes y 1,7 tapones de media (2009). Su progresión le valió para que un histórico como el Žalgiris Kaunas lituano se interesara por él y le fichara. El jugador, que también tiene pasaporte esloveno, se convirtió en uno de los referentes del exequipo de Arvydas Sabonis, donde ganó una Liga Báltica (2010). En 2009 se dio a conocer a nivel internacional firmando unos números de promedios por partido de 9,7 puntos, 4,8 rebotes y 2,3 tapones -estadística que lidera- durante la primera fase de la Euroliga 2010. En enero de 2011 fichó por el Real Madrid. Estuvo un par de años con altibajos, en los que ganó 1 liga ACB y jugó dos Final Four, llegando en una de ellas a la gran final frente al que a la postre sería su futuro equipo, el Olympiacos B.C..
Para la temporada 2014/15, jugó en dos equipos diferentes. Primero fue en el KK Union Olimpija, donde aportó 9.8 puntos y 5.8 rebotes en la Liga Adriática, y 14.0 puntos y 4.0 rebotes en la Eurocup. Después aterrizó en el Laboral Kutxa, con 6.2 puntos y 4.5 rebotes en la Liga ACB y 6.8 puntos y 4.3 rebotes en la Euroliga.
En octubre de 2015 firmó con los New Orleans Pelicans, de la NBA, pero a los pocos días fue despedido sin debutar. Se encontraba sin equipo hasta que, dos meses después, fichó por el Bilbao Basket, regresando así a la ACB para la temporada 2015-16.
En el verano de 2016 ficha por el equipo croata del KK Cedevita, de la A1 Liga, la primera división croata. El verano siguiente fichó por el Petrochimi Iman Harbour BC, de la Superliga iraní, y en 2018 firma una vez más por la KK Union Olimpija, de la Liga eslovena. En 2019 ficha por el KK Mornar Bar, de la Liga montenegrina, el cual fue su último equipo ya que en 2020 se retiró del baloncesto activo.

## Clubs
- KK Union Olimpija II (2002-2003)
- Triglav Kranj (2003-2004)
- Huy Basket (2004-2005)
- Virtus Pallacanestro Bologna (2005-2006)
- Geoplin Slovan (2006-2007)
- KK Union Olimpija (2007-2009)
- Žalgiris Kaunas (2009-2011)
- Real Madrid (2011-2013)
- Olympiakos B. C. (2013-2014)
- KK Union Olimpija (2014-2015)
- Laboral Kutxa (2014-2015)
- Bilbao Basket (2015-2016)
- KK Cedevita (2016-2017)
- Petrochimi Iman Harbour BC (2017-2018)
- KK Union Olimpija (2018-2019)
- KK Mornar Bar (2019-2020)